# آماتول

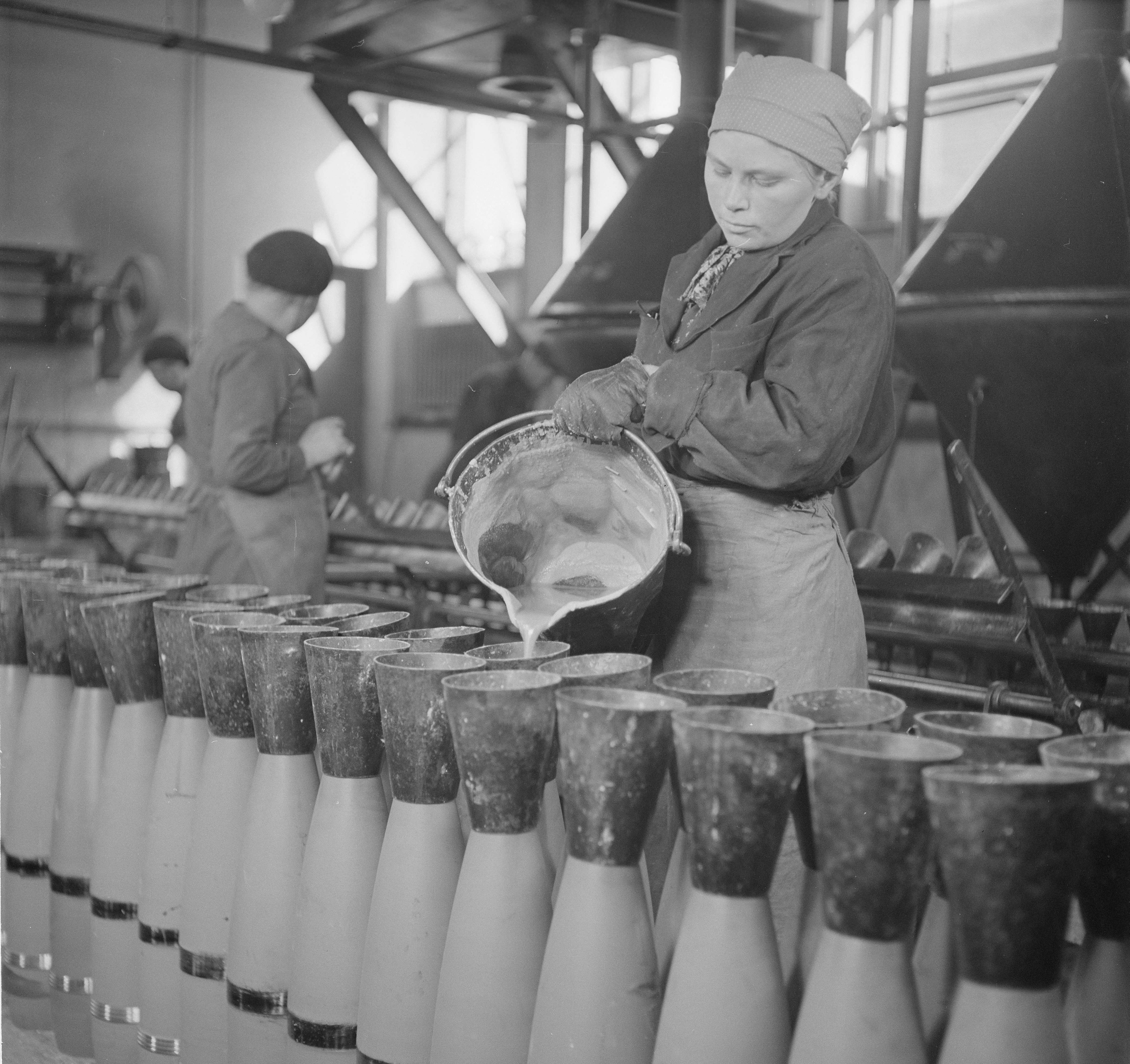
پوکه های 152 میلی متری که با آماتول مایع پر می شوند. فنلاند، 1942

آماتول مخلوطی از نیترات آمونیوم و تی‌ان‌تی است که با درصدهای مختلفی از هر دو ماده، مورد استفاده زیادی در مهمات نظامی دارد.

## ویژگی‌ها
مشخصات کلی آماتول نزدیک به تی ان تی است. بلوری شکل و رنگ آن زرد متمایل به قهوه‌ای بوده و در مقابل اصطکاک غیر حساس و در اثر ضربات شدید منفجر می‌شود. حساسیت آن از تی ان تی کمتر و به آسانی در مقابل فولیمینات جیوه و دیگر چاشنی‌های قوی منفجر می‌شود. در مقابل رطوبت حساس بوده و با آلیاژهای مسی ترکیبات خطرناکی ایجاد می‌کند بطوریکه انفجار نابهنگام مهمات را همراه خواهد داشت. مقادیر مختلف تی ان تی و نیترات آمونیوم که به صورت مخلوط بنام آماتول مورد استفاده قرار می‌گیرند بنابه تغییر مقدار هر یک از آن‌ها خواص مشخصی نشان می‌دهد. اماتول ۵۰–۵۰ قدرت شکنندگی اش با تی ان تی مساوی و آماتول ۸۰–۲۰ کمتر از تی ان تی می‌باشد. آماتول ۲۰–۸۰ هنگام انفجار دود سفید رنگ و آماتول ۵۰–۵۰ دود سیاه رنگ ایجاد می‌کند. آماتول ۵۰–۵۰ به راحتی ذوب شده و درون گلوله‌ها ریخته می‌شود و آماتول ۲۰–۸۰ شبیه شکر خیس قهوه‌ای و کرم ان شبیه خمیر بودهه که بداخل مهمات ریخته می‌شود. موارد مصرف آماتول ۵۰–۵۰ در مهمات ۳ اینچی و آماتول ۲۰–۸۰ در گلوله‌های ۱۵۵ میلیمتری و همچنین در بمب‌های بزرگ و اژدر بنگال می‌باشد.